# 溫拿樂隊

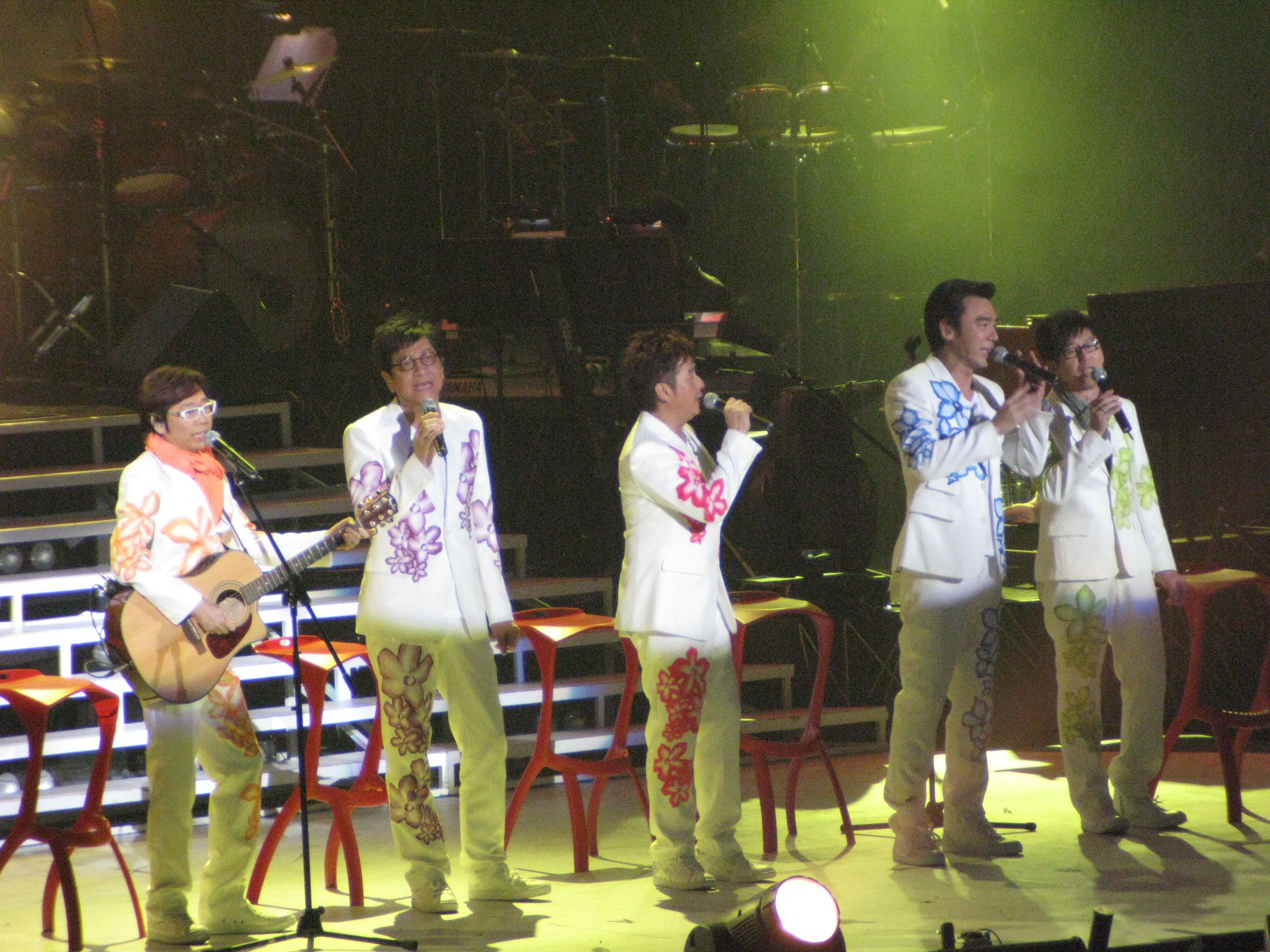
溫拿樂隊，攝於2011年《溫拿38大躍進演唱會》；左起：彭健新、陳友、譚詠麟、鍾鎮濤、葉智強

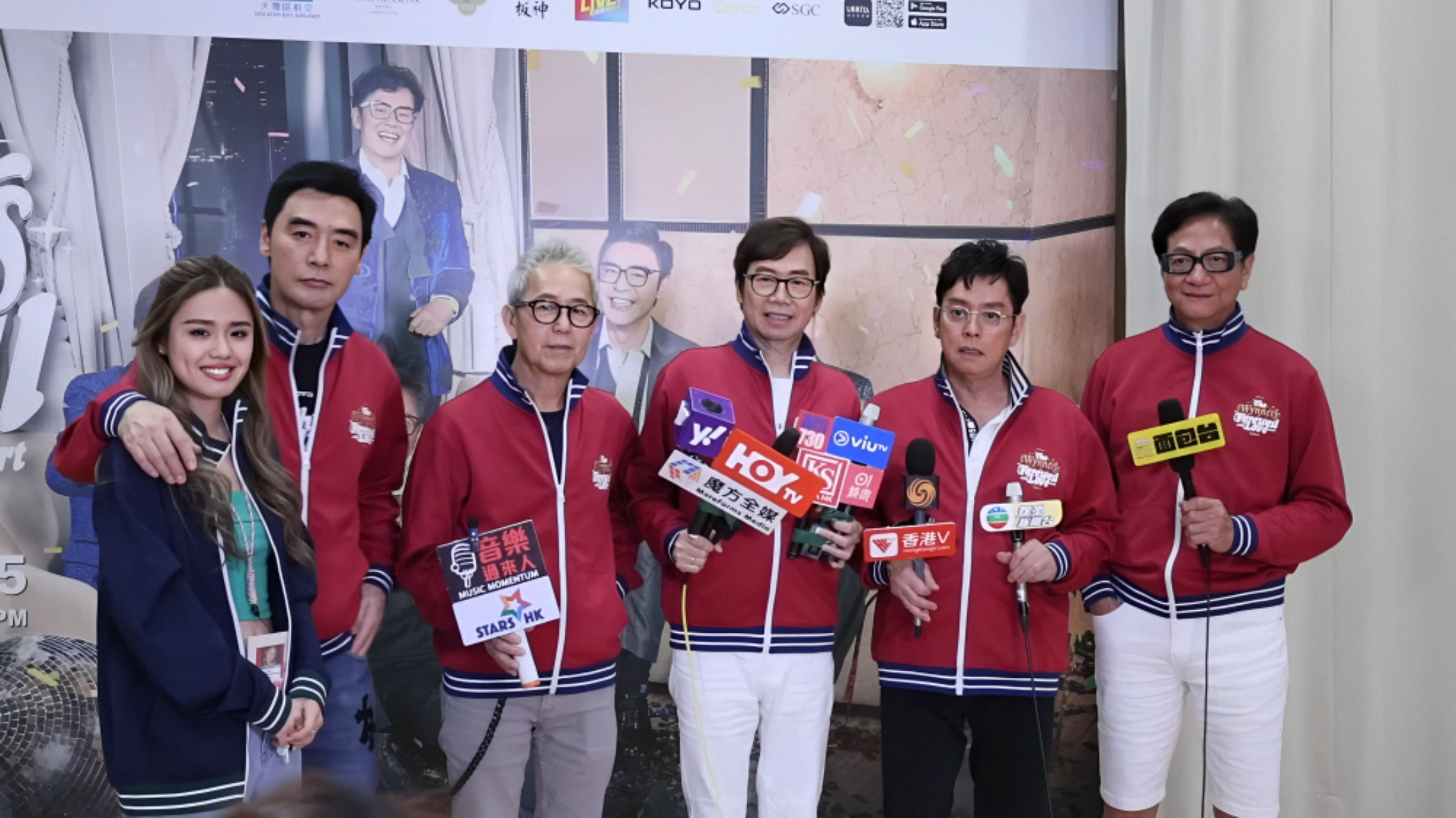
2023年《溫拿情不變說再見演唱會》尾場完結後台訪問

溫拿樂隊（英語：The Wynners），是香港1970年代誕生的華語樂壇樂隊，成員包括譚詠麟、鍾鎮濤、彭健新、陳友及葉智強，並稱溫拿五虎。前身為The Loosers樂隊，1973年正式取名為溫拿樂隊。各成員先後獨立發展，還隔數年舉行一次演唱會，以會知音。溫拿於1988年度憑《千載不變》獲頒「十大勁歌金曲」、「十大中文金曲」、「十大勁歌金曲榮譽大獎」及金針獎，2015年獲頒「IFPI香港流行音樂文化貢獻樂隊大獎」。同時是至今保持在紅磡香港體育館（紅館）開演唱會最多場數紀錄的樂隊。
温拿樂隊的雛形誕生於六十年代尾，及後在七十年代開始發光發熱，活躍於兩岸三地、全球各地，是两岸三地華人社會早期開始發展的摇滚樂隊。70年代中期樂隊名氣遍及台灣及東南亞，唱片在香港、至東南亞都得到了良好的銷量成績。除了樂壇外，樂隊成員多元跨域發展，包括曾拍攝電視劇和電影。
2023年，溫拿樂隊宣布舉辦50周年告別演唱會，在完成香港及巡迴告別演唱會後，不再作出任何商業性演出，但仍會參與慈善性演出。

## 成員

### 譚詠麟
- 英文名：Alan Tam
- 綽號：Alan、阿倫、譚校長、金馬倫、倫伯、AT25
- 出生日期：1950年8月23日（74歲）
- 位置：主唱、鍵琴手（小號、鋼琴、色士管及合唱團音色）、打擊樂手
- 國籍： 中华人民共和国（香港）、 英國國民（海外）

### 鍾鎮濤
- 英文名：Kenny Bee
- 綽號：阿B、B哥哥、大頭B
- 出生日期：1953年2月23日（72歲）
- 位置：主唱、鍵琴手、節奏吉他手
- 國籍： 中华人民共和国（香港）

### 彭健新
- 英文名：Bennett Pang
- 綽號：健哥、健仔、OK仔
- 出生日期：1949年4月7日（76歲）
- 位置：主音吉他手、和聲
- 國籍： 中华人民共和国（香港）、 英國國民（海外）

### 陳友
- 英文名：Anthony Chan
- 綽號：友哥
- 出生日期：1951年10月1日（73歲）
- 位置：鼓手、和聲
- 國籍： 中华人民共和国（香港）

### 葉智強
- 英文名：Danny Yip
- 綽號：阿強、強哥
- 出生日期：1950年7月16日（75歲）
- 位置：低音電結他（貝斯手）、和聲
- 國籍： 中华人民共和国（香港）、

## 演唱事業
1969年，溫拿樂隊的前身是The Loosers，樂隊最早期成員包括陳百祥（主音）、彭健新（電結他手）、葉智強（低音電結他手）、陳友（鼓手）及陳百燊（電子風琴手，陳百祥弟），其後譚詠麟加入，The Loosers以雙主音出擊，陳百祥負責較狂野的歌曲演繹部分，而譚詠麟則負責較斯文的歌曲。憑藉他們對當年紅極一時的樂隊如Beatles及Rolling Stones的熟悉，已經於不少酒吧中大唱歐美超級偶像的流行曲。他們本在陳百祥和陳百燊媽媽的鼓勵下，在非法擴建的陽台上練歌。
The Loosers組成不久便打出名堂，在海灘音樂節中奪得冠軍後，更於1971年香港青年音樂節中，擊敗許冠傑，贏得觀眾投票選出的「殿堂特獎」。
1972年，陳百祥及陳百燊離開樂隊，The Loosers宣布解散，六人各奔前程，而譚詠麟更飛往新加坡升學。
1973年底，彭健新、葉智強、陳友及金牌經理人梁柏濤等將樂隊重組，並在唱片騎師Uncle Ray建議下，由The Loosers（失敗者）改名The Wynners（勝利者，中文名稱溫拿），加上剛從新加坡返港的譚詠麟，溫拿「四虎」在港再戰江湖。其後鍾鎮濤及新加坡樂手Andrew亦相繼加入，溫拿樂隊以六人樂隊出現，但Andrew加入後不久便離隊，溫拿五虎的陣容穩定下來，以譚詠麟及鍾鎮濤（主音兼電子鍵琴手）、彭健新（電吉他）、葉智強（低音電吉他）和陳友（鼓手）作樂隊的最終班底。
1974年曾效力麗的電視，因大受歡迎為被無綫電視挖角。在1973年-1978年活躍期間，樂隊名氣遍及台灣及東南亞，單飛後的譚詠麟和鍾鎮濤更被台灣片商邀請拍了不少台湾文藝片。1974年，簽約寶麗多唱片公司，出版第一張細碟《Sunshiner》，接着出版第二張細碟《Sha—La—La》，改編自丹麥搖滾樂隊Walkers同名樂曲，佔據香港電台流行曲榜首達三個星期；之後樂隊出版了第一張專輯《Listen to the Wynners》，唱片在香港、至東南亞都得到了良好的銷量成績。
1975年，溫拿樂隊發行了專輯《Love and other pieces》、《Under the lion rock》，樂隊的風格也由前期翻唱英語歌曲逐漸演變為後期的獨立創作。12月份由溫拿樂隊主演的電影《大家樂》上映，取得了200多萬港元的票房，奪得年度票房榜第四名的好成績，電影歌曲的唱片也於同期推出，在專輯中溫拿樂隊首次演唱了粵語歌；同年他們在澳門公教大會堂舉辦了演唱會。
1976年，發行專輯《Same Kind of Magic》以及《The Wynners' Special TV Hits 75-76》；4月15日，由温拿樂隊主演的電影《温拿與教父》首映。
1977年，發行專輯《Making it》，這是温拿樂隊在香港飛利浦唱片公司出版的一張英文專輯，其中主打歌《making it》和《fooling around》兩首歌曲是他們主演的電影《追趕跑跳碰》的插曲；同年他們還發行了專輯《面懵心精》；5月3日，温拿樂隊與陳秋霞在大會堂音樂廳舉行場音樂會。
1978年2月5日，無線播出《溫拿、秋霞之西部故事》特輯；9月14日，主演的電影《追趕跑跳碰》首映，而片中插曲《不可以逃避》及同名電影主題曲也於同期發行；同年溫拿樂隊暫停活動，成員作各自個人發展，並相約每五年再聚一次發行一張唱片。
1983年紅磡體育館落成，溫拿樂隊9月進駐開唱，成為首支在紅館開個唱的香港樂隊。
1988年，為紀念溫拿樂隊成立十五周年，樂隊在澳門拍攝了珍藏版紀念特集；並推出唱片《溫拿88十五周年紀念》。同年獲得香港樂壇最高榮譽大獎金針獎，亦是首隊獲得金針獎的樂隊，歌曲《千載不變》入選了1988年度「十大中文金曲」及「十大勁歌金曲」，同年獲頒「十大勁歌金曲榮譽大獎」。
2007年，溫拿於2月至3月在香港體育館舉辦13場《溫拿33好時光演唱會》。
2011年，溫拿於2月在香港體育館舉舉辦6場《溫拿38大躍進演唱會》，並以「為歌迷服務」作口號。同時推出新唱片《樂壇風雲》，同名主打歌由陳奐仁作曲、編曲，林敏驄作詞，慶祝樂隊成立38周年。
2015年，温拿獲頒「IFPI香港流行音樂文化貢獻樂隊大獎」。
2016年，溫拿推出新曲加精選唱片《溫拿精神》。同年2月於香港體育館舉辦8場《溫拿NEVER SAY GOODBYE演唱會》。2017年更在澳門，深圳，拉斯維加斯巡迴演出。
2022年1月31日，溫拿首次亮相央視春晚舞台，演唱歌曲串燒《朋友》和《ShaLaLaLa》。但貝斯手葉智強因疫情關係未有現身。
2023年5月19日，溫拿宣布舉辦50周年告別演唱會《溫拿情不變 說再見演唱會》，在完成香港及巡迴告別演唱會後，不再作商業性演出，但仍會參與慈善性演出，並先後推出《由始至今》、《兄弟》等新歌。6月29日，參演「灣區升明月」2023大灣區電影音樂晚會。7月21日温拿現身灣仔書展舉行新書簽名會，同日推出全新專輯，吸引約500歌迷撐場，場面熱鬧。
8月在香港體育館完成7場演唱會，場場爆滿，座無虛席。9月23日於澳門銀河綜藝館舉行一場《溫拿 情不變 · 說再見 Farewell with LOVE 演唱會》。9月28日溫拿出席吉隆坡粉絲見面會，吸引近千粉絲觀眾擠爆現場 。10月1日國慶日，溫拿出席「香港同胞慶祝中華人民共和國成立74週年文藝晚會」。11月4日於吉隆坡 Axiata Arena Bukit Jalil室內體育館舉辦一場巡迴告別演唱會。

### 解散疑雲
雖然溫拿隊員自70年代末期後已經各自發展，約每五年舉行一次演唱會，但樂隊從未正式解散。
可是，在2015年後期，曾有傳言說樂隊將會在2016年農曆新年時舉辦演唱會後宣布「終極解散」。其後，彭健新承認自己曾經提出解散，但即被譚詠麟反對。

## 專輯
- 《Listen to the Wynners》（1974年）
- 《Love and Other Pieces》（1975年）
- 《Under the Lion Rock》（1975年）
- 《大家樂》（1975年）（飛利蒲 6380004）
- 《Same Kind of Magic》（1976年）（飛利蒲 6380006）
- 《The Wynners' Special TV Hits 75-76》（1976年）
- 《Making It》（1977年）（飛利蒲 6380010）
- 《Wynning Tracks》（1978年）（飛利蒲 6380013）[16]
- 《曲中情》（1981年）（飛利浦 6380216）
- 《溫拿十週年紀念集》（1983年9月15日）（飛利浦 6143861）
- 《溫拿'88十五週年紀念》（1988年9月23日）（寶麗多 8371551）
- 《小島夢》（1993年5月27日）（寶麗多 5195084）
- 《樂壇風雲》（2011年），（環球唱片）
- 《溫拿精神》（2016年），（環球唱片）
- 《Farewell with Love》（2023年），（環球唱片）

演唱會專輯：
- 《溫拿十五週年演唱會》(1988年12月)（寶麗金）
- 《溫拿拉闊音樂紀念版》（1998年5月）（寶麗金）
- 《溫拿拉闊音樂Music Is Live》（1998年6月12日）（寶麗金）
- 《溫拿25週年演唱會》(1999年2月9日)（環球唱片）
- 《溫拿33好時光演唱會》（2007年4月18日）（環球唱片）
- 《溫拿38大躍進演唱會》（2011年3月28日）（環球唱片）

其它精選集：
- 《The Best of Wynners 1979》（1979年）（寶麗金唱片）
- 《溫拿樂隊74-83精選》（1983年）（寶麗金唱片）
- 《永遠的記憶》（1992年）（寶麗金唱片）
- 《溫拿金曲精選》（1993年）（寶麗金唱片）
- 《溫拿極品珍藏21首》（1997年）（寶麗金唱片）
- 《溫拿極品珍藏21首（第二輯）》（1997年10月14日）（寶麗金唱片）
- 《溫拿寶麗金88極品音色系列》（1998年4月23日）（寶麗金唱片）
- 《The Best of Wynners Boxset》（1998年6月19日）（寶麗金唱片）
- 《寶麗金溫拿真情25年》（1998年8月21日）（寶麗金唱片）
- 《The Wynners Gold》（2001年）（環球唱片（泰國））
- 《環球真經典系列溫拿樂隊》（2001年10月17日）（環球唱片）
- 《溫拿樂隊3 in 1珍藏集》（2004年2月6日）（環球唱片）
- 《溫拿樂隊環球巨星影音啓示錄》（2004年8月3日）（環球唱片）
- 《溫拿樂隊百花齊放》（2005年3月15日）（環球唱片）
- 《溫拿樂隊的故事》（2005年5月17日）（環球唱片）
- 《溫拿樂隊英文大碟復黑王系列全集》（2007年1月17日）（環球唱片）
- 《Stars on 33》（2007年2月15日）（環球唱片）
- 《溫拿樂隊33好時光精選集（馬來西亞版）》（2007年）（環球唱片）
- 《溫拿樂隊本色系列》（「環球真經典系列溫拿樂隊」再版）（2007年9月7日）（環球唱片）
- 《溫拿五虎跨世紀精選》（2010年3月9日）（環球唱片）
- 《溫拿樂隊音樂大全101》（2011年6月21日）（環球唱片）

## 演唱會
| 日期                                        | 名稱                            | 場數 | 場地 |
| 1983年9月3至4日                             | 溫拿10週年演唱會                | 3    | 紅磡香港體育館 |
| 1988年9月23至29日                           | 溫拿15週年演唱會                | 10   | 紅磡香港體育館 |
| 1993年5月15至26日                           | 溫拿開開心心20年紀念演唱會      | 12   | 紅磡香港體育館 |
| 1998年4月20日                               | 溫拿拉闊音樂會                  | 1    | 香港會議展覽中心新翼3號展覽廳                                                                                                   |
| 1998年8月13至24日                           | 溫拿25年自然關係演唱會          | 12   | 紅磡香港體育館 |
| 1998年12月11至16日                          | 溫拿ENCORE演唱會'98             | 6    | 紅磡香港體育館 |
| 2007年2月18日至3月2日                       | 溫拿33好時光演唱會2007          | 13   | 紅磡香港體育館 |
| 2010年3月13日                               | 溫拿五虎「虎虎聲風」台北演唱會  | 1    | 台北小巨蛋 |
| 2011年2月4至9日                             | 溫拿38大躍進演唱會              | 6    | 紅磡香港體育館 |
| 2016年2月6至13日                            | 溫拿NEVER SAY GOODBYE演唱會2016 | 8    | 紅磡香港體育館 |
| 2017年1月7日                                | 溫拿與太極《純音樂LIVE》        | 1    | 亞洲國際博覽館 Arena |
| 2023年8月6至10日，12-13日 以及2023年11月4日 | 溫拿情不變 說再見演唱會         | 8    | 紅磡香港體育館、马来西亚吉隆坡亚通体育馆 (Axiata Arena Bukit Jalil和4个地方做现场电影院直播分别在霹雳怡保、槟城、吉隆坡、柔佛。 |

## 獎項
- 1969年《海灘音樂節》「冠軍」
- 1971年《香港青年音樂節》「殿堂特獎」
- 1976年（第7屆）《華僑晚報》「十大歌星金駱駝獎」
- 1977年（第8屆）《華僑晚報》「十大歌星金駱駝獎」
- 1978年（第9屆）《華僑晚報》「十大歌星金駱駝獎」
- 1988年度《十大中文金曲頒獎音樂會》「十大中文金曲」《千載不變》
- 1988年度《十大中文金曲頒獎音樂會》「金針獎」
- 1988年度《十大勁歌金曲頒獎典禮》「十大勁歌金曲」《千載不變》
- 1988年度《十大勁歌金曲頒獎典禮》「十大勁歌金曲榮譽大獎」
- 2015年《IFPI香港唱片銷量大獎》「IFPI香港流行音樂文化貢獻 樂隊大獎」

## 派台歌曲成績
| 派台歌曲成績（四台） | 派台歌曲成績（四台） | 派台歌曲成績（四台） | 派台歌曲成績（四台） | 派台歌曲成績（四台） | 派台歌曲成績（四台） | 派台歌曲成績（四台） | 派台歌曲成績（四台） |      |
| -------------------- | -------------------- | -------------------- | -------------------- | -------------------- | -------------------- | -------------------- | -------------------- | ---- |
| 唱片                 | 歌曲                 | 903                  | RTHK                 | 997                  | TVB                  | 備註                 | 備註                 |      |
| 1974年               |                      |                      |                      |                      |                      |                      |                      |      |
| Sha—La—La            | Sha—La—La            |                      | {1}                  |                      |                      | 首支三周冠軍歌       | 首支三周冠軍歌       |      |
| 1978年               |                      |                      |                      |                      |                      |                      |                      |      |
| 追趕跑跳碰           | 追趕跑跳碰           |                      | (1)                  |                      |                      |                      |                      |      |
| 追趕跑跳碰           | 不可以逃避           |                      | 1                    |                      |                      |                      |                      |      |
| 1988年               |                      |                      |                      |                      |                      |                      |                      |      |
| 溫拿88十五週年紀念   | 千載不變             | 3                    | 1                    |                      | 1                    |                      |                      |      |
| 1993年               |                      |                      |                      |                      |                      |                      |                      |      |
| 小島夢               | 小島夢               | 4                    | 2                    | /                    | /                    |                      |                      |      |
| 小島夢               | 輕輕微微             | 21                   | -                    | /                    | 10                   |                      |                      |      |
| 1998年               |                      |                      |                      |                      |                      |                      |                      |      |
| 最好關係             | 自然關係             | 1                    | 1                    | /                    | 1                    | 首支三台冠軍歌       | 首支三台冠軍歌       |      |
| 最好關係             | 幾多都經過           | 16                   | 6                    | /                    | /                    |                      |                      |      |
| 2007年               |                      |                      |                      |                      |                      |                      |                      |      |
| Stars On 33          | 33轉                 | 1                    | 1                    | -                    | -                    |                      |                      |      |
| 2010年               |                      |                      |                      |                      |                      |                      |                      |      |
| 樂壇風雲             | 樂壇風雲             | 1                    | 1                    | 3                    | ×                    |                      |                      |      |
| 2015年               |                      |                      |                      |                      |                      |                      |                      |      |
| 溫拿精神             | 溫拿精神             | 15                   | 1                    | 4                    | ×                    |                      |                      |      |
| 2016年               |                      |                      |                      |                      |                      |                      |                      |      |
| 溫拿精神             | 慶幸一起             | 1                    | 5                    | -                    | ×                    |                      |                      |      |
| 派台歌曲成績（五台） |                      |                      |                      |                      |                      |                      |                      |      |
| 唱片                 | 歌曲                 | 903                  | RTHK                 | 997                  | TVB                  | ViuTV                | 備註                 | 備註 |
| 2023年               |                      |                      |                      |                      |                      |                      |                      |      |
| Farewell with Love   | 由始至今             | -                    | 1                    | 1                    | 1                    | ×                    | 三台冠軍歌           |      |
| Farewell with Love   | 兄弟                 | -                    | -                    | 2                    | 11                   | ×                    |                      |      |
| Farewell with Love   | 狂Loop的新歌         | -                    | -                    | -                    | 14                   | ×                    |                      |      |

| 各台冠軍歌總數 | 各台冠軍歌總數 | 各台冠軍歌總數 | 各台冠軍歌總數 | 各台冠軍歌總數 | 各台冠軍歌總數        | 各台冠軍歌總數        | 各台冠軍歌總數 |
| -------------- | -------------- | -------------- | -------------- | -------------- | --------------------- | --------------------- | -------------- |
| 四台a          | 903            | RTHK           | 997            | TVB            | 備註                  | 備註                  | 備註           |
| 四台a          | 4              | 9              | 1              | 3              | 四台冠軍歌總數：3(**) | 四台冠軍歌總數：3(**) |                |
| 四台a          | 4              | 12             | 1              | 3              | 冠軍週數              | 冠軍週數              |                |
| 五台b          | 903            | RTHK           | 997            | TVB            | ViuTV                 | 備註                  |                |
| 五台b          | 0              | 1              | 1              | 1              | 0                     | 五台冠軍歌總數：0     |                |

- （*）  代表仍在榜上
- （×）沒有派往該台
- （(1)）代表兩星期冠軍
- （{1}）代表三星期冠軍
- （/）  未有相關資料
- (**)   包括未設叱吒榜、新城榜、勁歌金榜的一台、兩台或三台冠軍歌
- ^  注解a：包括2023年後的冠軍歌曲
- ^  注解b：2023年起

## 影視作品

### MV
註：不包括個人參與演唱之歌曲
| 年份   | 歌曲名稱 | 原唱   | 所屬專輯             | 發行日期      | 發行公司 |
| ------ | -------- | ------ | -------------------- | ------------- | -------- |
| 2017年 | 成名在望 | 五月天 | 《自傳》樂團時代版MV | 2017年9月30日 | 相信音樂 |

### 電影
- 《大家樂》（1975年12月）
- 《溫拿與教叔》（1976年4月）
- 《追趕跑跳碰》（1978年9月）
- 《烏龍行大運》（1981年）
- 《兩公婆八條心》（1986年1月）
- 《廣東五虎之鐵拳無敵孫中山》（1993年7月）
- 《兄弟班》（2018年7月）

### 電視劇
- 《少年五虎》（無綫電視）

## 綜藝節目
- 《溫拿周記》（麗的電視）
- 《溫拿狂想曲》（無綫電視）
- 《溫拿50好時光》（無綫電視）
- 《香港同胞慶祝中華人民共和國成立七十四周年文藝晚會》[17]（無綫電視）

## 廣告
- 《維他奶》（1975年）[註 1]
- 《美神檸樂》（1983年）
- 《富士菲林》（1988年）
- 《香港電訊》（流動電話1+1）（1998年）
- 《癌症基金會》（2015年，宣傳預防男性前列腺癌資訊）

## 備註
1. 1 2  1975年溫拿主演了電影《大家樂》及維他奶廣告，而《大家樂》監製羅開睦是連鎖快餐店大家樂創辦人之一，同時亦是維他奶創辦人羅桂祥之子。

## 外部連結
- The Wynners music database